# Dhar (Staat)

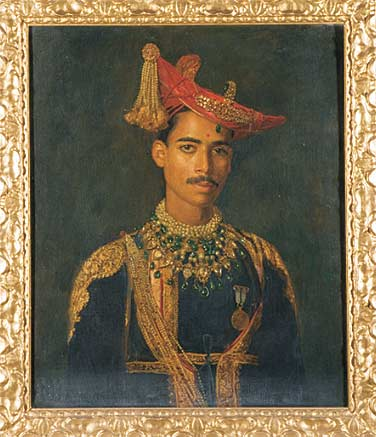
Maharaja Udaji Rao II. Puar

Dhar war ein Fürstenstaat der Central India Agency in Britisch-Indien; seine Hauptstadt war die Stadt Dhar. Der regierende Rajputen-Clan der Parmar führte seine Abstammung bis auf die mittelalterliche Paramara-Dynastie und vor allem auf deren bedeutendste Persönlichkeit, König Bhoja, zurück.
Das Land hatte im Jahr 1941 eine aus mehreren Teilen bestehende Fläche von 4662 km² und ca. 279.000 Einwohner. Dhar verfügte von 1897 bis 1901 über eine Staatspost mit eigenen Briefmarken.

## Geschichte
Bereits im frühen 15. Jahrhundert hatte sich die Region Malwa aus dem Staatsverband des Sultanats von Delhi gelöst; im Jahr 1560 wurde sie jedoch von Akbar I. dem Mogulreich einverleibt. In der Phase des Niedergangs des Mogulreichs im 18. Jahrhundert ging sie in den Marathenkriegen wieder verloren.
Im Jahr 1728 gab der Peshwa von Pune dem Marathenführer Udaji Rao I. Puar einige Gebiete in Malwa zu Lehen, dieses Jahr gilt als Gründungsjahr des Fürstenstaates. In den folgenden Jahrzehnten ging vieles davon verloren; einiges konnte mit Hilfe der Briten später zurückgewonnen werden, als Dhar 1819 britisches Protektorat wurde (bis 1947). Der Fürstenstaat Dhar vollzog am 15. Juni 1948 den Anschluss an die Indische Union und trat am 16. Juni der Fürstenunion Madhya Bharat bei. Am 1. November 1956 wurden alle Fürstenstaaten der Union aufgelöst und dem Bundesstaat Madhya Pradesh einverleibt.

## Persönlichkeiten
Raja Udaji Rao II. Puar (1898–1926) war Oberstleutnant in der britisch-indischen Armee und wurde 1918 zum Maharaja erhoben.